# .kh
.kh es el dominio de nivel superior geográfico (ccTLD) para Camboya.